# Colletes nigricans
Colletes nigricans is een vliesvleugelig insect uit de familie Colletidae. De wetenschappelijke naam van de soort is voor het eerst geldig gepubliceerd in 1857 door Gistel.